# 있을 때 잘해!!
《있을 때 잘해!!》는 2006년 7월 17일부터 이듬해 3월 9일까지 방영된 MBC 아침 드라마이다.

## 기획 의도
- 여자가 소망하고 추구하는 진정한 행복과 성공의 의미를 이야기하는 드라마
- 이혼의 후유증과 상처를 '오순애'라는 주인공을 통해 면밀히 짚어보는 드라마

## 줄거리
결혼 13년차의 평범한 주부인 오순애는 남편 하동규를 위해 사랑과 정성을 다해 내조한다.
어느 날, 순애는 동규와 배영조가 1년 전부터 불륜 관계를 지속해왔다는 것을 알게 되고 위자료와 양육권을 포기한 채 무작정 이혼을 한다.
갈 곳도 없는 순애는 올케의 집에서 군식구로 지내며 집안일을 도맡아 한다.
한편, 순애의 딸 하유미는 어른들 때문에 계속 상처를 입고 있었다.
법적으로도 유미를 데려올 수 없었던 순애는 유미의 정신 상담 의사 강진우를 만나 유미의 회복을 지켜보고, 자신의 상처도 조금씩 치유해나간다.
진우는 따뜻한 마음씨로 순애를 감싸준다.
영조는 동규의 재산을 챙겨 외국으로 사라지고, 순애는 드디어 유미를 양육할 수 있게 된다.
순애는 남동생과 동업하여 당당한 여성으로서의 홀로서기를 한다.
동규는 이별 후 순애에게 매달리지만, 순애는 이미 진우와 사랑에 빠진 상황. 결국, 동규와 영조는 화해하고 두 커플 모두 아이를 낳으며 드라마는 막을 내린다.

## 등장인물

### 주요 인물
- 하희라(오순애) : 결혼 13년차 주부 → 이혼녀 → 커리어우먼
- 변우민(강진우) : 의학박사 전문의, 순애의 연인
- 김윤석(하동규) : 순애 남편, 화장품 회사 이사
- 지수원(배영조) : 동규 내연녀, 커리어우먼

### 순애의 주변 인물들
- 김정난(조은수) : 순애 올케, 케이블 TV 홈쇼핑 PD
- 박형준(오승현) : '순애 남동생, 회사원
- 신충식(오병갑) : 순애 아버지, 양로원에서 생활
- 김동범(오현수) : 은수 승현 아들, 유치원생
- 김보라(하유미) : 순애 동규 딸

### 동규의 주변 인물들
- 이민정(하정화) : 순애 막내 시누이, 메이크업 아티스트
- 선우용녀(박금례 여사) : 순애 시어머니, 깐깐하고 보수적

### 그 외 인물
- 경준(유환) : 광고 감독, 정화의 연인
- 송귀현(동규 부) : 동규 아버지
- 이현경(고유진) : 번역 작가, 유환 아이의 생모
- 김윤경(진우 모) : 진우 어머니
- 윤희주(지현)
- 한다민(이지혜)
- 정신혜(유미 친구)
- 한은선(김은아)
- 서성광, 최윤슬, 김희라

## 시청률
- TNS미디어코리아의 기준에 따르면 8.3%의 저조한 시청률[2]로 출발하였지만 방영 3달 만인 2006년 10월 24일에는 20%를 돌파하게 되었다.[3]
- AGB닐슨 미디어리서치의 기준에 따르면 평균 시청률은 16.3%, 마지막회 시청률은 12.5%, 최고 시청률은 2006년 11월 24일에 방송된 95회분으로 21.3%이다.[4]
- 20%를 넘는 시청률로 화제를 모았으나 종영을 앞두고 뒷심 부족으로 시청률이 하락을 보이기도 했다.[5]

## 결방 및 편성 변경(2007년)
- 2월 19일 : 특집 프로그램 편성으로 인해 결방
- 3월 5일 : 뉴스특보로 인해 결방
- 3월 10일 : 오전 7시 50분부터 168회, 169회(마지막회) 연속 방영
- 방송 분량이 130부작에서 39회 연장되어 169부작으로 변경 및 확정[6]

## 참고 사항
- 작가 서영명은 90년 월화 미니시리즈 《완전한 사랑》 이후 26년 만에 MBC로 돌아왔다.
- 오순애 역의 하희라는 94년 특집극 《생의 한가운데》[7] 이후 오랜만에 MBC 복귀했는데, 1991년 2월 종영된 《아직은 마흔아홉》 이후 두 번째로 MBC 아침드라마 출연했다.
- 외도한 남편에게 버림받은 주부가 어려움 속에서도 씩씩하게 새 사랑과 자아를 찾는 과정에 집중하여 신선함을 이끌어냈고, 연기자들의 호연과 탄탄한 구성으로 호평을 받으며 높은 시청률을 기록했다.[8]
- 그러나 후반부에서는 연장 방영의 여파로 설득력 없는 에피소드가 이어지면서 전개가 산만해져 시청자들의 불만을 사기도 했다.[9]
- 남편의 불륜의 이유를 아내에게 전가시켰다는 점, 여자의 행복은 남자에 의지해야 얻게 된다는 점 등이 퇴보된 여성상을 보여줬다는 지적을 받았다.[10]
- 지나친 간접광고 때문에 방송위원회로부터 중징계 조치를 받았다.[11]

## 수상(2006MBC 연기대상)
- 여자 최우수상 - 하희라
- 연극 부문 특별상 - 변우민
- 남자 우수상 - 김윤석
- 여자 우수상 - 지수원

## 경쟁 프로그램
- 사랑하고 싶다 (SBS)
- 맨발의 사랑 (SBS)
- 사랑도 미움도 (SBS)
- 그 여자의 선택 (KBS2)
- 아줌마가 간다 (KBS2)